# Centre fédéral de basket-ball (féminin)
Actualités
Le Centre fédéral de Basket-Ball, actuellement appelé Pôle France Basketball, est un club féminin français de basket-ball regroupant les joueuses appartenant à l’INSEP. Il est également sous l'égide de la direction technique nationale de la FFBB.
Le CFBB évolue en Ligue 2 (2e division du championnat de France), et ne peut ni monter ni descendre d'un échelon. Une équipe II évolue en Nationale féminine 1. Son homologue masculin évolue en NM1 (3e division).
Les équipes sont représentées exclusivement par des joueurs et joueuses de catégories cadets et juniors.
Le Centre fédéral permet de détecter les futurs espoirs du basket-ball français, et a vu passer en son sein les meilleurs joueurs et joueuses hexagonaux.

## Historique

### Historique du logo

Précédent logo
Logo actuel

## Entraîneurs successifs
- Depuis janvier 2008 :  Grégory Halin

## Effectif 2014-2015
- Entraineur : Grégory Halin
- Assistant : Julien Egloff

| Numéro | Nom                     | Née le            | Taille | Nationalité | Poste      |
| 7      | Amandine Toi            | 2 juillet 1998    | 1,79 m | France      | Arrière    |
|        | Aïda Sow                |                   |        | France      |            |
| 11     | Ornella Bankolé         | 17 septembre 1997 | 1,81 m | France      | Arrière    |
|        | Ana Tadić               | 21 septembre 1998 | 1,88 m | France      | Intérieure |
|        | Marie-Paule Foppossi    | 28 janvier 1998   | 1,84 m | France      | Arrière    |
| 5      | Margaux Fabre           |                   |        | France      |            |
| 10     | Alexia Chartereau       | 5 septembre 1998  | 1,88 m | France      | Intérieure |
|        | Francesca Dorby         | 28 mars 1997      | 1,80 m | France      | Arrière    |
| 9      | Alix Duchet             | 30 décembre 1997  | 1,63 m | France      | Meneuse    |
| 14     | Alexandrine Obouh Fegue |                   |        | France      |            |
|        | Sabrina Piper           | 28 septembre 1998 | 1,79 m | France      |            |
| 15     | Maeva Djaldi-Tabdi      | 3 décembre 1998   | 1,87 m | France      | Intérieure |
| 12     | Tima Pouye              | 7 avril 1999      | 1,74 m | France      |            |

## Effectif 2013-2014
- Entraineur : Grégory Halin
- Assistant : Julien Egloff

| Numéro | Nom                    | Née le            | Taille | Nationalité | Poste      |
|        | Maïmouna Ba            | 1996              | 1,90 m | France      | Intérieure |
|        | Désirée Bakabadio      | 1996              | 1,80 m | France      | Arrière    |
|        | Ornella Bankolé        | 17 septembre 1997 | 1,81 m | France      | Arrière    |
|        | Margot Bienvenu        | 12 décembre 1997  | 1,82 m | France      | Intérieure |
|        | Carla Blatrie          | 1996              | 1,74 m | France      | Arrière    |
|        | Camille Cirgue         | 1996              | 1,84 m | France      | Ailière    |
|        | Katia Clanet           | 1996              | 1,8 m  | France      | Intérieure |
|        | Francesca Dorby        | 28 mars 1997      | 1,81 m | France      | Arrière    |
|        | Alix Duchet            | 30 décembre 1997  | 1,63 m | France      | Meneuse    |
|        | Élise Fagnez           | 4 mars 1995       | 2,00 m | France      | Intérieure |
|        | Marylie Limousin       | 1996              | 1,60 m | France      | Meneuse    |
|        | Marie-Michelle Milapie | 1996              | 1,92 m | France      | Intérieure |
|        | Angélina Turmel        | 21 novembre 1996  | 1,96 m | France      | Intérieure |

## Effectif 2012-2013
- Entraineur : Grégory Halin
- Assistant : Jérôme Fournier

| Numéro | Nom                    | Née le           | Taille | Nationalité | Poste      |
|        | Maïmouna Ba            | 1996             | 1,90 m | France      | Intérieure |
|        | Désirée Bakabadio      | 1996             | 1,80 m | France      | Arrière    |
|        | Carla Blatrie          | 1996             | 1,74 m | France      | Arrière    |
|        | Camille Cirgue         | 1996             | 1,84 m | France      | Ailière    |
|        | Katia Clanet           | 1996             | 1,8 m  | France      | Intérieure |
|        | Fleur Devillers        | 1995             | 1,77 m | France      | Meneuse    |
|        | Bérengère Dinga-Mbomi  | 1995             | 1,70 m | France      | Arrière    |
|        | Clarince Djaldi-Tabdi  | 1995             | 1,84 m | France      | Intérieure |
|        | Élise Fagnez           | 1995             | 2,00 m | France      | Intérieure |
|        | Aby Gaye               | 4 février 1995   | 1,95 m | France      | Intérieure |
|        | Laëtitia Guapo         | 1995             | 1,82 m | France      | Ailière    |
|        | Assitan Koné           | 23 avril 1995    | 1,88 m | France      | Intérieure |
|        | Marylie Limousin       | 1996             | 1,60 m | France      | Meneuse    |
|        | Marie-Michelle Milapie | 1996             | 1,92 m | France      | Intérieure |
|        | Clémentine Morateur    | 18 novembre 1995 | 1,70 m | France      | Meneuse    |

## Effectif 2011-2012
| Numéro | Nom                   | Née le           | Taille | Nationalité | Poste      |
|        | Valériane Ayayi       | 29 avril 1994    | 1,84 m | France      | Ailière    |
|        | Marième Badiane       | 1994             | 1,88 m | France      | Intérieure |
|        | Fleur Devillers       | 1995             | 1,77 m | France      | Meneuse    |
|        | Bérengère Dinga-Mbomi | 1995             | 1,70 m | France      | Arrière    |
|        | Clarince Djaldi-Tabdi | 1995             | 1,84 m | France      | Intérieure |
|        | Olivia Époupa         | 30 avril 1994    | 1,63 m | France      | Meneuse    |
|        | Élise Fagnez          | 1995             | 1,95 m | France      | Intérieure |
|        | Morgane Fristot       | 1994             | 1,97 m | France      | Intérieure |
|        | Laëtitia Guapo        | 1995             | 1,82 m | France      | Arrière    |
|        | Aby Gaye              | 4 février 1995   | 1,92 m | France      | Intérieure |
|        | Assitan Koné          | 23 avril 1995    | 1,88 m | France      | Intérieure |
|        | Axelle Koudouno       | 1994             | 1,81 m | France      | Ailière    |
|        | Clémentine Morateur   | 18 novembre 1995 | 1,70 m | France      | Meneuse    |
|        | Mamignan Touré        | 19 décembre 1994 | 1,80 m | France      | Arrière    |
|        | Lidija Turčinović     | 27 août 1994     | 1,78 m | France      | Arrière    |

## Effectif 2006-2007
Ci-dessous la liste des joueuses qui faisaient partie de l'effectif 2006-2007 du CFBB et qui restent au club. 

L'effectif sera complété par des joueuses montant de l'équipe cadette.
| Nom                  | Poste | Taille | Date de naissance | Lieu de naissance | Club d'origine       |
| -------------------- | ----- | ------ | ----------------- | ----------------- | -------------------- |
| Laurie Datchy        | 2     | 1,72 m | 2 avril 1990      | Saint-Quentin     | US Valenciennes      |
| Alexia Plagnard      | 2     | 1,67 m | 2 janvier 1990    | Aix-en-Provence   | Club Sportif Pertuis |
| Fanny Cavallo        | 3     | 1,79 m | 14 février 1990   | Koulikoro, Mali   | Hyères Toulon        |
| Céline Hédevin       | 3     | 1,88 m | 20 juin 1990      | ???               | Calais               |
| Diandra Tchatchouang | 3-4   | 1,87 m | 14 juin 1991      | Villepinte        | Paris Basket 18      |
| Maud Medenou         | 4     | 1,88 m | 5 octobre 1990    | Évry              | CO Courcouronnes     |
| Pauline Thizy        | 5     | 1,91 m | 7 février 1990    | Saint-Étienne     | Villeurbanne         |

Entraîneur : François Gomez

## Anciennes joueuses du CFBB
Preuve de la qualité de la formation dispensée au Centre Fédéral de basket-ball depuis 1983, on retrouve un grand nombre d'anciens pensionnaires du CFBB dans les sélections A de l’équipe de France. 

Au 1er août 2007, 17 internationaux et 31 internationales 'A' ont été formés au CFBB.

### Les internationales A formées au CFBB
| - Françoise Amiaud - Emmanuelle Blanchet - Nathalie Étienne-Bergeaud - Émilie Gomis - Nyedzi Kpokpoya - Florence Lepron - Sabrina Reghaïssia - Halima Soussi - Nwal-Endéné Miyem | - Nicole Antibe - Krissy Badé - Carine Brossais - Katia Foucade - Anne Grosskost - Edwige Lawson-Wade - Nathalie Lesdema - Muriel Robini - Florence Tarel | - Valériane Ayayi - Élodie Bertal - Vanessa Dumas - Séverine Gisselbrecht - Sandrine Gruda - Sandra Le Dréan - Cathy Melain - Audrey Sauret-Gillespie - Stéphanie Vivenot | - Lucienne Berthieu-Poiraud - Céline Dumerc - Élodie Godin - Jennifer Digbeu - Christiane Koson - Florence Le Quintec - Laure Savasta - Claire Tomaszewski - Diandra Tchatchouang |